# Wim Stroetinga
Wim Stroetinga (ur. 23 maja 1985 w Drachten) – holenderski kolarz torowy i szosowy, trzykrotny medalista mistrzostw świata w kolarstwie torowym.

## Kariera
Pierwszy sukces w karierze Wim Stroetinga osiągnął w 2002 roku, kiedy na mistrzostwach świata juniorów zdobył złoty medal w scratchu. W tej kategorii wiekowej zdobył także brązowy medal w madisonie na mistrzostwach świata oraz złoty w wyścigu punktowym i srebrny w drużynowym wyścigu na dochodzenie na mistrzostwach Europy w 2003 roku. Zdobył ponadto cztery medale mistrzostw Europy w kategorii U-23. W kategorii elite pierwszy sukces osiągnął w 2007 roku, kiedy na mistrzostwach świata w Palma de Mallorca zdobył srebrny medal w scratchu, w którym wyprzedził go tylko Wong Kam Po z Hongkongu. Wyczyn ten Stroetinga powtórzył także na rozgrywanych rok później mistrzostwach świata w Manchesterze, gdzie lepszy był tylko Alaksandr Lisouski z Białorusi. W 2012 roku wziął udział w mistrzostwach świata w Melbourne, gdzie w scratchu był tym razem trzeci, za Benem Swiftem z Wielkiej Brytanii i Nolanem Hoffmanem z RPA.
Dwukrotnie startował na torze w igrzyskach olimpijskich, zajmując w drużynowym wyścigu na dochodzenie 5. miejsce w 2008 roku i 7. miejsce w 2012 roku.

## Najważniejsze zwycięstwa i sukcesy

### kolarstwo torowe
2002
- 1. miejsce w mistrzostwach świata juniorów (scratch)

2003
- 1. miejsce w mistrzostwach Europy juniorów (wyścig punktowy)

2004
- 1. miejsce w mistrzostwach Holandii (scratch)

2005
- 1. miejsce w mistrzostwach Holandii (scratch)

2006
- 1. miejsce w mistrzostwach Europy do lat 23 (scratch)
- 1. miejsce w mistrzostwach Holandii (scratch)
- 1. miejsce w mistrzostwach Holandii (madison)

2007
- 2. miejsce w mistrzostwach świata (scratch)
- 1. miejsce w mistrzostwach Holandii (madison)

2008
- 2. miejsce w mistrzostwach świata (scratch)
- 1. miejsce w mistrzostwach Europy (omnium)
- 1. miejsce w mistrzostwach Holandii (wyścig punktowy)
- 1. miejsce w mistrzostwach Holandii (ind. wyścig na dochodzenie)
- 1. miejsce w mistrzostwach Holandii (scratch)
- 1. miejsce w mistrzostwach Holandii (madison)

2012
- 3. miejsce w mistrzostwach świata (scratch)
- 1. miejsce w mistrzostwach Holandii (wyścig punktowy)

2013
- 1. miejsce w mistrzostwach Holandii (madison)

2015
- 1. miejsce w mistrzostwach Holandii (wyścig punktowy)
- 1. miejsce w mistrzostwach Holandii (ind. wyścig na dochodzenie)

### kolarstwo szosowe
2006
- 1. miejsce na 4. etapie Olympia’s Tour

2007
- 3. miejsce w Ronde van Noord-Holland

2010
- 4. miejsce w Nationale Sluitingprijs

2011
- 2. miejsce w Dutch Food Valley Classic
- 3. miejsce w Nationale Sluitingprijs
- 1. miejsce na 2., 3. i 4. etapie Olympia’s Tour
- 1. miejsce w Ronde van Midden-Nederland

2012
- 1. miejsce w Nationale Sluitingsprijs
- 3. miejsce w Ronde van Overijssel
  - 1. miejsce na 1. etapie
- 1. miejsce na 1. etapie Olympia’s Tour

2013
- 1. miejsce na 6. etapie Olympia’s Tour
- 3. miejsce w Kernen Omloop Echt-Susteren

2014
- 2. miejsce w Olympia’s Tour
  - 1. miejsce na 3., 4., 5. i 6. etapie
- 1. miejsce w Ronde van Midden-Nederland
- 1. miejsce w Zuid Oost Drenthe Classic I

2015
- 1. miejsce na 1b, 3. i 5b etapie Olympia’s Tour
- 1. miejsce w Himmerland Rundt
- 2. miejsce w Zuid Oost Drenthe Classic I
- 3. miejsce w GP Viborg

2016
- 1. miejsce na 5. etapie Ster ZLM Toer
- 3. miejsce w mistrzostwach Holandii (start wspólny)